# Zintegrowany System Informacji o Szkolnictwie Wyższym i Nauce POL-on
Zintegrowany System Informacji o Szkolnictwie Wyższym i Nauce POL-on (System POL-on) – system teleinformatyczny, prowadzony przez ministra właściwego do spraw szkolnictwa wyższego i nauki, obejmujący następujące bazy danych:
1. wykaz nauczycieli akademickich, innych osób prowadzących zajęcia, osób prowadzących działalność naukową oraz osób biorących udział w jej prowadzeniu;
2. wykaz studentów;
3. wykaz osób ubiegających się o stopień doktora;
4. wykaz instytucji systemu szkolnictwa wyższego i nauki;
5. repozytorium pisemnych prac dyplomowych;
6. bazę dokumentów w postępowaniach awansowych;
7. bazę osób upoważnionych do podpisywania dokumentów;
8. bazę dokumentów planistyczno-sprawozdawczych[1].